# رومیان (چرداول)
رومیان (شیروان و چرداول)، روستایی از توابع بخش مرکزی شهرستان چرداول در استان ایلام ایران است.

## جمعیت
این روستا در دهستان شباب قرار دارد و براساس سرشماری مرکز آمار ایران در سال ۱۳۸۵، جمعیت آن زیر سه خانوار بوده‌است.